# Hypericum dogonbadanicum
Hypericum dogonbadanicum är en johannesörtsväxtart som beskrevs av Mostafa Assadi. Hypericum dogonbadanicum ingår i släktet johannesörter, och familjen johannesörtsväxter. Inga underarter finns listade i Catalogue of Life.